# Stade du Thillenberg
Das Stade du Thillenberg ist ein Fußballstadion in Differdingen im Kanton Esch an der Alzette im Südwesten Luxemburgs. Das Stadion liegt am westlichen Ende der Stadt direkt am Waldrand.
Von 2003 bis 2012 war es das Heimstadion des FC Differdingen 03, bevor der Verein in das neuerbaute Stade Municipal de la Ville de Differdange im südlichen Stadtteil Oberkorn umzog. Bis 2003 trugen die Red Boys Differdingen, der größere der beiden Vorgängervereine des FC Differdingen 03, ihre Heimspiele hier aus.
Die Kapazität des Stadions wird, je nach Quelle, mit 6300 bzw. 7150 Plätzen angegeben. Aus dem Jahr 1928 ist eine Zuschauerzahl von 8000 bei einem Länderspiel überliefert. Auf der Nordseite des Stadions befindet sich eine kleine überdachte Sitzplatztribüne. Am Hang auf der gegenüberliegenden Südseite befinden sich 17 unüberdachte Stehstufen.
Die Errichtung des Stade du Thillenberg begann im Jahre 1921, am 24. Mai 1922 wurde der provisorisch fertiggestellte Platz eingeweiht. Zunächst war das Spielfeld 93 Meter lang und 58 Meter breit, in den Jahren 1923 und 1924 erfolgte eine Erweiterung auf 108 Meter Länge und 70 Meter Breite. Die endgültige Fertigstellung des Platzes erfolgte 1925, ab 1926 fanden hier die ersten Länderspiele statt.